# Lixoză
Lixoza este o monozaharidă de tip aldoză (mai exact o aldopentoză) și are formula moleculară C5H10O5. Compusul prezintă doi stereoizomeri: D-lixoza și L-lixoza. 
Lixoza este întâlnită foarte rar în natură, fiind, de exemplu, un component al glicolipidelor bacteriene.